# Sam Zell

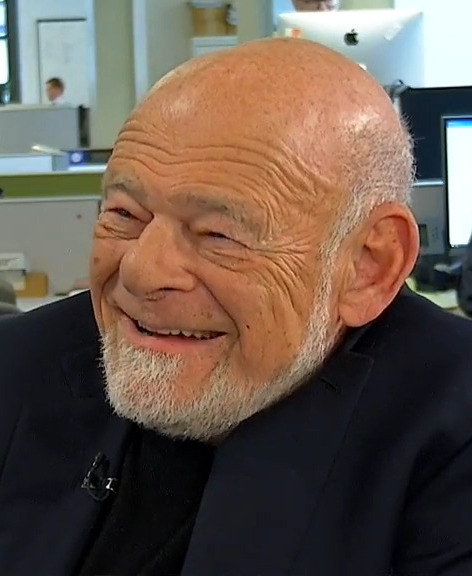
Sam Zell (2017)

Sam Zell (geboren als Shmuel Zielonka; * 28. September 1941 in Chicago; † 18. Mai 2023) war ein US-amerikanischer Geschäftsmann und Milliardär.
Zell war Mitgründer und Vorsitzender des US-amerikanischen Investmentunternehmens Equity Group Investments. Im Dezember 2019 wurde Zell vom Bloomberg Billionaires Index auf Platz 404 der reichsten Menschen der Welt mit einem Privatvermögen von rund 5,17 Milliarden US-Dollar geführt.

## Leben
Zell wurde 1941 in Chicago als Sohn jüdischer Immigranten aus Polen geboren. Der Vater von Zell änderte den Familiennamen von Zielonka in Zell, kurz nachdem die Familie von Seattle nach Chicago gezogen war. Zell erreichte einen B.A. 1963 an der University of Michigan. 1966 gelang ihm der J.D. an der University of Michigan Law School.
Gemeinsam mit Robert Lurie gründete er nach seiner Universitätszeit das Unternehmen Equity Group Investments, LLC, das die drei Tochterunternehmen Equity Residential (großer Eigentümer von Apartments in den Vereinigten Staaten), Equity Office Properties (großer Eigentümer von Büros in den Vereinigten Staaten) und Manufactured Home Communities, der größte Eigentümer von amerikanischen Trailerparks kontrolliert. Des Weiteren gründete Zell eine Reihe weiterer Unternehmen. So kontrollierte er das Unternehmen SZ Investments LLC.
Zell war auch der Vorsitzende von Capital Trust und Anixter International.
Am 2. April 2007 kaufte Zell von dem US-amerikanischen Medienunternehmen Tribune Company die Zeitungen Chicago Tribune, die Los Angeles Times und weitere Medien sowie das Baseballteam Chicago Cubs. und erlangte im August 2007 die Kontrolle an der Tribune Company.